# Panajotis Pikramenos
Panajotis Pikramenos (řecky Παναγιώτης Πικραμμένος; * 1945 Athény, Řecké království) je řecký soudce a premiér úřednické vlády, kterou 16. května 2012 jmenoval prezident Karolos Papulias poté, co v parlamentních volbách žádná strana nezískala většinu a povolební jednání selhala.
Premiérem technokratické vlády byl Pikramenos až do sestavení trvalé vlády po dalších parlamentních volbách 17. června 2012, do jejíhož čela se postavil Antonis Samaras. Ve funkci vystřídal Lukase Papadimose.
Pikramenos absolvoval postgraduální studium na univerzitě Paříž II.